# Marshall Chess Club

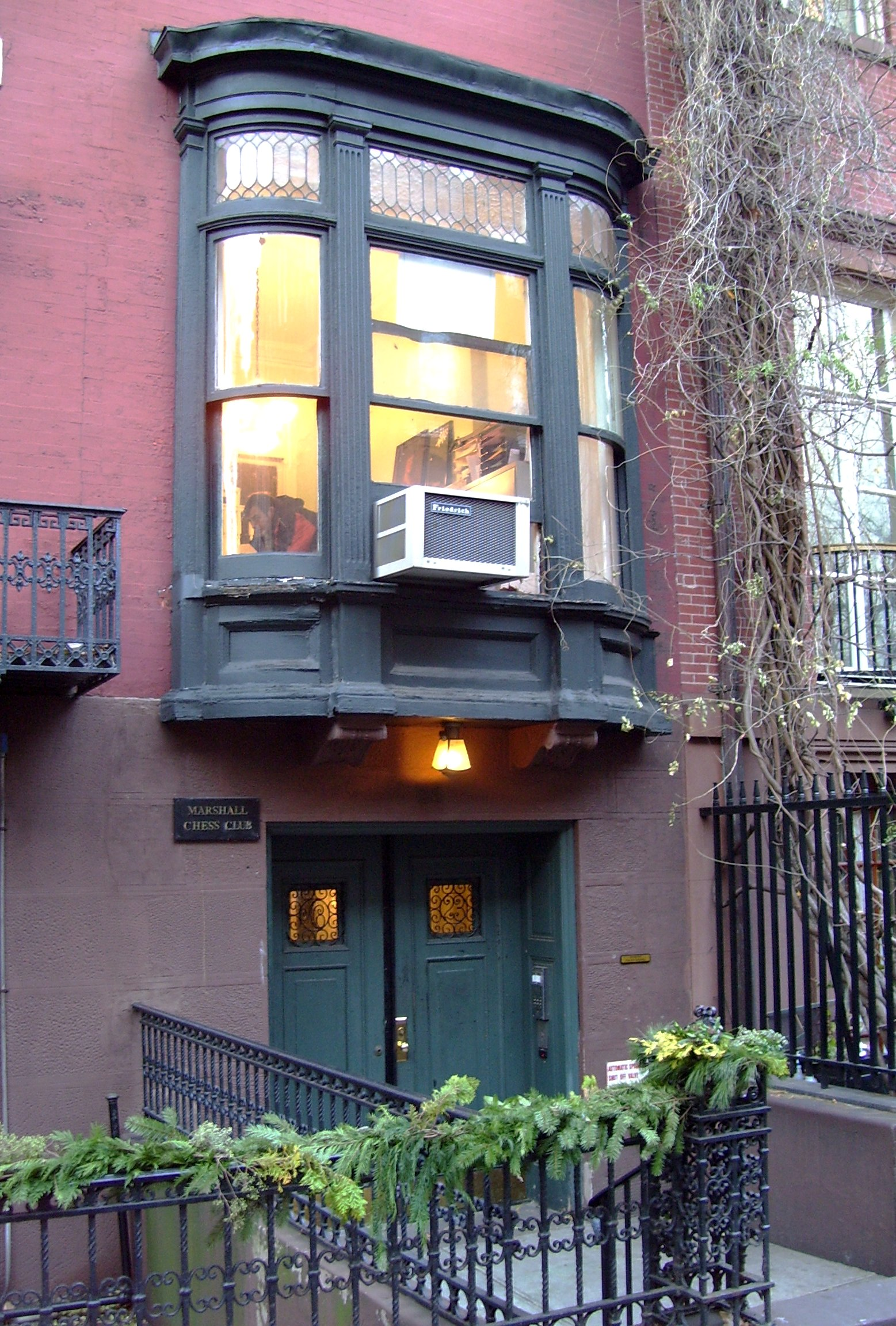
Entrada al Marshall Chess Club

El Marshall Chess Club de Nueva York es uno de los clubes de ajedrez más antiguos e importantes de los Estados Unidos. Está constituido como organización sin ánimo de lucro. Durante años fue rival del Manhattan Chess Club que cerró sus puertas en 2002. El club fue fundado en 1915 por un grupo de jugadores encabezado por Frank Marshall. Entre los miembros del club durante su historia se cuentan Reuben Fine, Edmar Mednis, James Sherwin, Larry Evans, Andy Soltis, Anthony Santasiere, Paddy Naughtin, Fred Reinfeld, Arthur Dake, Albert Simonson, Herbert Seidman, Marcel Duchamp, Stanley Kubrick, Luke Hedin, Hikaru Nakamura, y Fabiano Caruana.
El club ha tenido distintas sedes hasta que se trasladó de forma permanente en 1931 a 23 West 10th Street. La sede tiene dos plantas y un edificio de apartamentos. Marshall fue su líder hasta su muerte en 1944, momento en el que tomó el relevo su esposa Caroline. En 2007 se eligió a Frank Brady presidente.